# Master of Photography (seconda edizione)
La seconda stagione del programma televisivo Master of Photography è stata trasmessa dal 25 maggio al 13 luglio 2017 su Sky Arte.
I giudici della seconda edizione sono Oliviero Toscani, la fotoreporter Darcy Padilla e la photoeditor Caroline Hunter. Rispetto alla prima edizione non c'è un presentatore.

## Concorrenti
| Concorrente            | Provenienza | Posizione            |
| ---------------------- | ----------- | -------------------- |
| Gillian Allard         | Regno Unito | vincitrice           |
| Olympe Tits            | Belgio      | finalista            |
| Souvid Datta           | Regno Unito | finalista            |
| Comewell Puplampu      | Italia      | eliminato 8ª puntata |
| Max Brucker            | Germania    | eliminato 7ª puntata |
| Wojciech Grzedzinski   | Polonia     | eliminato 6ª puntata |
| Molly Keane            | Irlanda     | eliminata 5ª puntata |
| Sonja Thoms            | Germania    | eliminata 4ª puntata |
| Sohail Karmani         | Regno Unito | eliminato 3ª puntata |
| Viktoria Sorochinski   | Ucraina     | eliminata 2ª puntata |
| Niko Giovanni Coniglio | Italia      | ritirato             |
| Martina Biccheri       | Italia      | eliminata 1ª puntata |

## Puntate

### Prima puntata:Il viaggio
- Messa in onda: 25 maggio 2017
- Ospite: David Alan Harvey
- Tema: I fotografi hanno 2 ore e mezza di tempo per presentare ai giudici uno scatto che rappresenti la Sicilia; i concorrenti hanno la possibilità di scegliere fra tre diverse location della città di Ragusa; Castello di Donnafugata, quartiere Ibla e Fornace Penna.
- Foto migliori: Molly, Souvid e Olympe
- Foto peggiori: Martina e Wojciech
- Eliminato: Martina

### Seconda puntata:All'ora di punta
- Messa in onda: 1 giugno 2017
- Ospite: Siegfried Hansen
- Tema: I fotografi devono cimentarsi con la street photography, presentando ai giudici uno scatto che rappresenti al meglio l'ora di punta nella città di Amburgo.
- Foto migliori: Souvid, Max e Sohail
- Foto peggiori: Gillian e Viktoria
- Eliminato: Viktoria
- Nota: Niko Giovanni si è ritirato dalla competizione a causa di motivi familiari.

### Terza puntata:Ritratto di una star
- Messa in onda: 8 giugno 2017
- Ospite: Clive Owen
- Tema: I fotografi devono presentare ai giudici un ritratto dell'attore Clive Owen, eseguito presso la Galleria nazionale d'arte moderna e contemporanea di Roma.
- Foto migliore: Max
- Foto peggiori: Sohail e Sonja
- Eliminato: Sohail

### Quarta puntata:Erotica
- Messa in onda: 15 giugno 2017
- Ospite: Donna Ferrato
- Tema: I fotografi devono realizzare tre scatti che esprimano il concetto di erotismo.
- Foto migliori: Gillian e Souvid
- Foto peggiori: Sonja e Comewell
- Eliminato: Sonja

### Quinta puntata:Ritratto d'atleta
- Messa in onda: 22 giugno 2017
- Ospite: Ezra Shaw
- Tema: I fotografi devono presentare ai giudici un servizio fotografico, che va dai 3 ai 5 scatti, su un atleta paralimpico. A ogni fotografo viene assegnato un atleta da fotografare: David Behre a Olympe (Germania, corsa); Arjola Dedaj a Max (Italia, salto in lungo e salto in alto); Bebe Vio a Wojciech (Italia, scherma in carrozzina); David Smith a Comewell (Regno Unito, boccia); Reinhold Bötzel a Gillian (Germania, salto in lungo e salto in alto); Francesca Porcellato a Molly (Italia, ciclismo in carrozzina); Thomas Geierspichler a Souvid (Austria, ciclismo in carrozzina).
- Foto migliori: Wojciech e Max
- Foto peggiori: Olympe e Molly
- Eliminato: Molly

### Sesta puntata:Fashion Week
- Messa in onda: 29 giugno 2017
- Ospite: Martin Parr
- Tema: I fotografi devono realizzare tre scatti durante la settimana della moda di Londra.
- Foto migliori: Gillian e Olympe
- Foto peggiori: Wojciech e Comewell
- Eliminato: Wojciech

### Settima puntata:Casa dolce casa
- Messa in onda: 6 luglio 2017
- Ospite: Carla Kogelman
- Tema: I fotografi devono presentare ai giudici tre scatti, di cui un autoritratto, che rappresentino sé stessi, nelle loro case e luoghi d'origine.
- Foto migliore: Comewell
- Foto peggiori: Olympe e Max
- Eliminato: Max

### Ottava puntata:Racconto di un popolo
- Messa in onda: 13 luglio 2017
- Ospite: Steve McCurry
- Tema: I fotografi devono presentare ai giudici una serie di scatti che raccontino la vita di una minoranza etnica.
- Eliminato: Comewell
- Vincitore: Gillian